# 松原健之 歌をあなたに
『松原健之 歌をあなたに』（まつばらたけしうたをあなたに）は、STVラジオで2010年7月10日放送開始の歌手・松原健之(まつばら たけし)が単独でパーソナリティーを務めるラジオ番組である。現在は『特選!うたわたり』の一企画として、毎月第3月曜日に放送されている。

## 現在の放送時間

### STVラジオ
- 毎月第3月曜日 午後6時30分～午後7時00分までの30分間（2021年4月20日放送分より）

先述の『特選!うたわたり』での放送

## 過去の放送時間

### STVラジオ
- 第1回(2010年7月10日)～第13回(2010年10月2日)放送分

毎週土曜日 午前5時05分～5時15分の10分間
- 第14回(2010年10月10日)～第64回(2011年9月25日)放送分

毎週日曜日 午前6時30分～6時50分の20分間
- 第65回(2011年10月2日)放送分

番組編成の都合で午前6時30分～7時05分までの「35分拡大スペシャル」として放送
- 第66回（2011年10月9日）から第93回（2012年4月1日）放送分

毎週日曜日 午前6時30分～7時00分までの30分間(本放送)
毎週火曜日 午後7時30分～8時00分までの30分間(再放送)
- 2012年10月から2013年3月

毎週金曜日 午後7時30分～8時00分までの30分間(再放送)
- 2012年4月8日(第94回放送分)～2015年3月29日放送分(第248回放送分)

毎週日曜日 午前11時30分～正午までの30分間
- 2015年3月30日(第249回放送分)～2015年9月7日放送分(第272回放送分)

毎週月曜日 午後6時00分～午後6時30分までの30分間
- 2015年10月3日(第276回放送分)～2016年3月26日放送分(第301回放送分)

毎週土曜日 午後8時00分～午後8時30分までの30分間
- 2016年4月4日(第302回放送分)～2017年3月27日放送分(第353回放送分)

毎週月曜日 午後8時00分～午後8時30分までの30分間
- 2017年4月1日(第354回放送分)～2021年3月27日放送分(第562回放送分)

毎週土曜日 午後8時30分～午後9時00分までの30分間

### ラジオ関西
- 2014年8月2日放送分～2015年3月28日放送分

毎週土曜日 午後6時00分～6時30分までの30分間
- 2015年4月6日放送分～2021年3月22日放送分

毎週月曜日 午後6時30分～午後7時00分までの30分間
2021年4月改編で、先述の『特選!うたわたり』での月1回放送に変更されたため、自社制作の『松原健之 こころの旅』に移行。

## 番組の主な構成
フリートーク、メッセージ紹介、リクエスト曲のオンエア、プレゼント当選者の発表。また、出演する番組やイベントの告知をすることもある。

### 気まぐれコーナー
2011年秋の改編により、松原健之の気まぐれで新コーナーが相次ぎ始動している。
- 「たけしの 突撃！お宅の朝ごはん・晩ごはん」(2011年10月23日放送分より)
- 「松原健之 歌の旅びと 北海道歌歩き(仮)」(2011年10月30日放送分より)

「松原健之 生歌をあなたに」よりタイトルを変更
- 「こちら、松原健之相談所」(2011年11月6日放送分より)
- 「たけしの 突撃！お宅の昼ごはん」(2012年4月22日放送分より)

放送時間の変更に伴い、「たけしの 突撃！お宅の朝ごはん・晩ごはん」よりタイトルを変更

### イベント限定のコーナー企画
- 「特別企画 会場の皆さんからぶっつけ本番質問タイム」(2010年11月6日、初雪ライブにて)
- 「『歌の旅びと』発売記念 松原健之と行くならこんな旅」(2011年7月30日、『歌の旅びと』スペシャルライブin札幌にて)

その他のイベント会場でも質問コーナーが設けられていることが多い。

## 初回から第91回までの放送でオンエアされた曲
| 第1回  | 7月10日  | 「雪」                                                   | 第2回  | 7月17日  | 「星の旅びと」                 |
| 第3回  | 7月24日  | 「金沢望郷歌」                                           | 第4回  | 7月31日  | 「マリモの湖」                 |
| 第5回  | 8月7日   | 「あなたに花を」                                         | 第6回  | 8月14日  | 「エリカの花散るとき」         |
| 第7回  | 8月21日  | 「冬のひまわり」                                         | 第8回  | 8月28日  | 「津軽のふるさと」             |
| 第9回  | 9月4日   | 「初恋」                                                 | 第10回 | 9月11日  | 「愛のうた」                   |
| 第11回 | 9月18日  | 「あの町へ帰りたい」                                     | 第12回 | 9月25日  | 「金沢望郷歌」                 |
| 第13回 | 10月2日  | 「雪」                                                   | 第14回 | 10月10日 | 「もし翼があったなら」         |
| 第15回 | 10月17日 | 「見上げてごらん夜の星を」                               | 第16回 | 10月24日 | 「冬のひまわり」               |
| 第17回 | 10月31日 | 「遠野ものがたり」                                       | 第18回 | 11月7日  | 「あなたに花を」               |
| 第19回 | 11月14日 | 「金沢望郷歌」、 「この世に人と生まれたからは」、 「雪」 | 第20回 | 11月21日 | 「洞爺湖の雪」                 |
| 第21回 | 11月28日 | 「風の丘に君と」                                         | 第22回 | 12月5日  | 「星の旅びと」                 |
| 第23回 | 12月12日 | 「雪」                                                   | 第24回 | 12月19日 | 「思い出の街」、「浅野川恋唄」 |
| 第25回 | 12月26日 | 「帰郷」                                                 |        |          |                                |

| 第26回 | 1月2日   | 「北の物語り」                                           | 第27回 | 1月9日   | 「金沢望郷歌」                               |
| 第28回 | 1月16日  | 「内灘海岸」、「雪」                                     | 第29回 | 1月23日  | 「冬のひまわり」(ギターVer.)                 |
| 第30回 | 1月30日  | 「もし翼があったなら」                                   | 第31回 | 2月6日   | 「エリカの花散るとき」                       |
| 第32回 | 2月13日  | 「雪」                                                   | 第33回 | 2月20日  | 「この世に人と生まれたからは」               |
| 第34回 | 2月27日  | 「洞爺湖の雪」                                           | 第35回 | 3月 6日  | 「遠野ものがたり」                           |
| 第36回 | 3月13日  | 「初恋」、「津軽のふるさと」                             | 第37回 | 3月20日  | 「忘れな草をあなたに」                       |
| 第38回 | 3月27日  | 「雪」 、「星の旅びと」                                  | 第39回 | 4月3日   | 「あなたに花を」                             |
| 第40回 | 4月10日  | 「なごり雪」                                             | 第41回 | 4月17日  | 「帰郷」                                     |
| 第42回 | 4月24日  | 「歌の旅びと」                                           | 第43回 | 5月1日   | 「風の丘に君と」、「歌の旅びと」             |
| 第44回 | 5月8日   | 「歌の旅びと」                                           | 第45回 | 5月15日  | 「遠野ものがたり」、「歌の旅びと」           |
| 第46回 | 5月22日  | 「歌の旅びと」                                           | 第47回 | 5月29日  | 「遠野ものがたり」、「歌の旅びと」           |
| 第48回 | 6月5日   | 「マリモの湖」、「歌の旅びと」                           | 第49回 | 6月12日  | 「歌の旅びと」、「見上げてごらん夜の星を」   |
| 第50回 | 6月19日  | 「青葉城恋唄」、「歌の旅びと」                           | 第51回 | 6月26日  | 「Elegy こころの道」                         |
| 第52回 | 7月3日   | 「歌の旅びと」                                           | 第53回 | 7月10日  | 「歌の旅びと」、「星の旅びと」               |
| 第54回 | 7月17日  | 「もし翼があったなら」                                   | 第55回 | 7月24日  | 「金沢望郷歌」(アルバムVer.)、「歌の旅びと」 |
| 第56回 | 7月31日  | 「愛のうた」、「恋の町札幌」                             | 第57回 | 8月7日   | 「金沢望郷歌」、「歌の旅びと」               |
| 第58回 | 8月14日  | 「ワインレッドの心」、「愛の水中花」                     | 第59回 | 8月21日  | 「愛の水中花」、「歌の旅びと」               |
| 第60回 | 8月28日  | 「思い出の街」、「歌の旅びと」                           | 第61回 | 9月4日   | 「函館山から」                               |
| 第62回 | 9月11日  | 「恋」、「雪」                                           | 第63回 | 9月18日  | 「歌の旅びと」、「エリカの花散るとき」       |
| 第64回 | 9月25日  | 「金沢望郷歌」                                           | 第65回 | 10月2日  | 「北の物語り」、「最後の雨」、「歌の旅びと」 |
| 第66回 | 10月9日  | 「雪」、「冬のひまわり」                                 | 第67回 | 10月16日 | 「あなたに花を」、「歌の旅びと」             |
| 第68回 | 10月23日 | 「津軽のふるさと」、「洞爺湖の雪」                       | 第69回 | 10月30日 | 「内灘海岸」、「忘れな草をあなたに」         |
| 第70回 | 11月6日  | 「雪」、「浅野川恋唄」                                   | 第71回 | 11月13日 | 「歌の旅びと」、「星の旅びと」               |
| 第72回 | 11月20日 | 「遠野ものがたり」、「風よはこんで」、「千の風になって」 | 第73回 | 11月27日 | 「初恋」、「歌の旅びと」                     |
| 第74回 | 12月4日  | 「あなたに花を」、「金沢望郷歌」、「愛のルミナリエ 」    | 第75回 | 12月11日 | 「冬のひまわり」、「気儘な恋人」、「帰郷」   |
| 第76回 | 12月18日 | 「あの町へ帰りたい」、「夕焼け雲」、「おめでとう」       | 第77回 | 12月25日 | 「北の物語り」、「かくれんぼ」、「愛のうた」 |

| 第78回 | 1月1日  | 「旅の終りに」、「エリカの花散るとき」、「この世に人と生まれたからは」 | 第79回 | 1月8日  | 「さくら花」、「雪」、「もし翼があったなら」                     |
| 第80回 | 1月15日 | 「マリモの湖」、「ふるさと」、「恋の町札幌」                           | 第81回 | 1月22日 | 「洞爺湖の雪」、「津軽のふるさと」、「ときめきはバラード」       |
| 第82回 | 1月29日 | 「ときめきはバラード」、「浅野川恋唄」                                 | 第83回 | 2月5日  | 「冬のひまわり」、「ときめきはバラード」                         |
| 第84回 | 2月12日 | 「ときめきはバラード」、「流氷」、「星の旅びと」                       | 第85回 | 2月19日 | 「遠野ものがたり」、「ときめきはバラード」                       |
| 第86回 | 2月26日 | 「雪」、「ときめきはバラード」、「愛のうた」                           | 第87回 | 3月4日  | 「ときめきはバラード」、「金沢望郷歌」、「雪」                   |
| 第88回 | 3月11日 | 「北の物語り」、「虹と雪のバラード」、「微笑」                         | 第89回 | 3月18日 | 「初恋」、「ときめきはバラード」、「あの町へ帰りたい」(金沢Ver.) |
| 第90回 | 3月25日 | 「あなたに花を」、「微笑」                                             | 第91回 | 4月1日  | 「涙そうそう」、「歌の旅びと」、「金沢望郷歌」                   |

## 番組の変遷
- 2010年7月10日、記念すべき第1回目の放送。土曜の早朝、10分番組として開始。
- 2010年10月10日(第14回）の放送より、20分番組へと昇格。放送枠も日曜の朝へと移動した。
- 2010年11月6日、STV・Sプラザにおいて初めての公開録音「『松原健之 歌をあなたに』初雪ライブ」を開催。当初は「『松原健之 歌をあなたに』オータムライブ」と告知されていたが、開催前に北海道で初雪が降ったことから、急遽タイトルが変更されている。
- 2011年6月15日、STVラジオドキドキおまつりプラザ2011の会場より、屋外では初めての公開録音を実施。
- 全道4ヶ所でのSTVラジオ「松原健之 歌をあなたに」プレゼンツ 松原健之「歌の旅びと」スペシャルライブを開催。
  - 札幌STVホール（2011年7月30日）
  - 旭川りべーるホール(2011年8月7日)
  - 函館あうん堂(2011年8月28日)
  - 幕別町百年記念ホール・講堂(2011年9月7日)
- 2011年秋の番組改編により、30分番組への昇格と再放送の実施が決定。
- 番組編成の都合により、改編後初の放送となった2011年10月2日(第65回)分は、「35分拡大スペシャル」として放送。
- 2012年6月3日、第100回目の放送。
- 2014年8月2日より、ラジオ関西での放送がスタート。
- 2014年8月3日(STVラジオ放送分)より、エンディングテーマが初回放送時からの「雪」から「あなたに花を」に変更になる。
- 2015年春の番組改編に伴い、放送時間がSTVラジオ(2015年3月30日放送分～)・ラジオ関西(2015年4月6日放送分～)ともに月曜夜18時台の放送枠に移動。

### エピソード
- 松原健之・3枚目のアルバム「旅立つ季節に」に収録されている「雪」(1980年・RAINのカバー)が、STVラジオでオンエアされるや多数のリクエストが寄せられ、静かなブームに。それが縁で2010年5月22日にSTVホールで「STVラジオプレゼンツ 新曲『雪』発売記念 松原健之 スペシャルライブ」を開催。抽選で招待された400名前後の観客を前に、松原の冠番組のスタートが「(皆様のお声で)あともう少しというところまで来ています」という報告がなされた。
- 2010年7月5日放送の「みのやと幸代のときめきワイド」(STVラジオ)において、松原自身から寄せられたボイスメッセージとともに番組のスタートが告知された。また、発表の場が「みのやと幸代のときめきワイド」となったのは、松原が過去に複数回ゲスト出演していたことや、同年5月のスペシャルライブにおいて同番組でパーソナリティーを務めるみのや雅彦がゲスト出演、同じくパーソナリティーの高山幸代アナウンサーが司会を務めたことが縁と思われる。
- 2011年1月30日の第30回放送分は、「番組初」の試みでSTVラジオのスタジオではなく1月22日に幕別町百年記念ホールで開催された「まくべつ演歌まつり2011」の楽屋にて収録。当日楽屋が同部屋だった山内惠介の突撃ゲスト出演もあったが、同番組にゲストを迎えるのも「番組初」の出来事だった。